# Until the End of Time (singel)
Until the End of Time – piosenka Justina Timberlake’a oraz Beyoncé Knowles. Posiada preludium zatytułowane „Set the Mood”, podobnie jak większość singli z FutureSex/LoveSounds, do których stworzono albo preludia, albo interludia.
Piosenka została wydana 13 listopada 2007 roku jako pierwszy singel z wersji deluxe albumu FutureSex/LoveSounds Timberlake’a. W „Until the End of Time” - poza Beyoncé - gościnnie pojawia się również Benjamin Wright Orchestra. Wersja z udziałem wokalistki zadebiutowała w amerykańskich stacjach radiowych 5 czerwca, natomiast singel z tą edycją miał premierę 13 listopada. W utworze wykorzystano spowolniony perkusyjny sampel z „Raspberry Beret” Prince’a. W nagrywaniu „Until the End of Time” udział wzięło 12 par skrzypiec oraz 8 altówek.
Wideoklip do „Until the End of Time” stanowi zapis wykonania piosenki na żywo podczas koncertu Timberlake’a w nowojorskim Madison Square Garden, który odbył się w ramach trasy FutureSex/LoveShow.

## Pozycje na listach
Piosenka odniosła duży sukces w amerykańskich stacjach radiowych, a także stała się drugim singlem Timberlake’a, który zajął miejsce w czołówce Hot R&B/Hip-Hop Songs (3. miejsce). Mimo początkowego braku teledysku utwór uplasował się na 23. pozycji Billboard Hot 100. Po premierze wersji z Beyoncé wzrosła sprzedaż singla w formie digital download, dzięki czemu awansował na 17. miejsce listy. „Until the End of Time” stała się szóstą piosenką artysty z FutureSex/LoveSounds, która zajęła miejsce w pierwszej dwudziestce Hot 100. Tym samym Timberlake został pierwszym wokalistą, który tego dokonał od czasu, gdy wynik ten osiągnęli Michael Jackson oraz George Michael.
| Lista (2007)                         | Najwyższa pozycja |
| ------------------------------------ | ----------------- |
| Swedish Singles Chart                | 60                |
| Austrian Singles Chart               | 52                |
| Romanian Airplay Chart               | 3                 |
| German Singles Chart                 | 39                |
| UK Singles Chart                     | 118               |
| U.S. Billboard Hot R&B/Hip-Hop Songs | 3                 |
| U.S. Billboard Hot 100               | 17                |
| U.S. Billboard Mainstream Top 40     | 26                |
| U.S. Billboard Pop 100               | 36                |
| U.S. Billboard Hot Dance Club Play   | 20                |